# Demetrios S. Konstantopulos
Demetrios S. Konstantopulos (griechisch Δημήτριος Κωνσταντόπουλος, * 1. Mai 1916; † 1. November 2008) war ein griechischer Rechtswissenschaftler.

## Leben
Er studierte Rechtswissenschaften an der Universität Hamburg, wo er von 1953 bis 1960 in Nachfolge seines Lehrers Rudolf Laun Professor für Völkerrecht war. 1960 wurde er Professor für Völkerrecht an der Universität Thessaloniki.

## Schriften (Auswahl)
- Zur Nationalitätenfrage Südosteuropas. Eine rechtssoziologische Untersuchung der griechischen Minderheit in Albanien, als Voraussetzung ihrer völkerrechtlichen Stellung. Würzburg 1940, OCLC 906442685.
- Verbindlichkeit und Konstruktion des positiven Völkerrechts. Hamburg 1948, OCLC 250526759.
- als Herausgeber mit Hans Wehberg: Gegenwartsprobleme des internationalen Rechtes und der Rechtsphilosophie. Festschrift für Rudolf Laun zu seinem 70. Geburtstag. Hamburg 1953, OCLC 257694933.
- als Herausgeber mit C. Th. Eustathiades und C. N. Fragistas: Grundprobleme des internationalen Rechts. Festschrift für Jean Spiropoulos. Bonn 1957, OCLC 87096883.